# Albert Durand de la Beduaudière
Albert Durand de La Béduaudière, né le 12 novembre 1856 à Fougères et mort en 1943, est un peintre et photographe français.

## Biographie

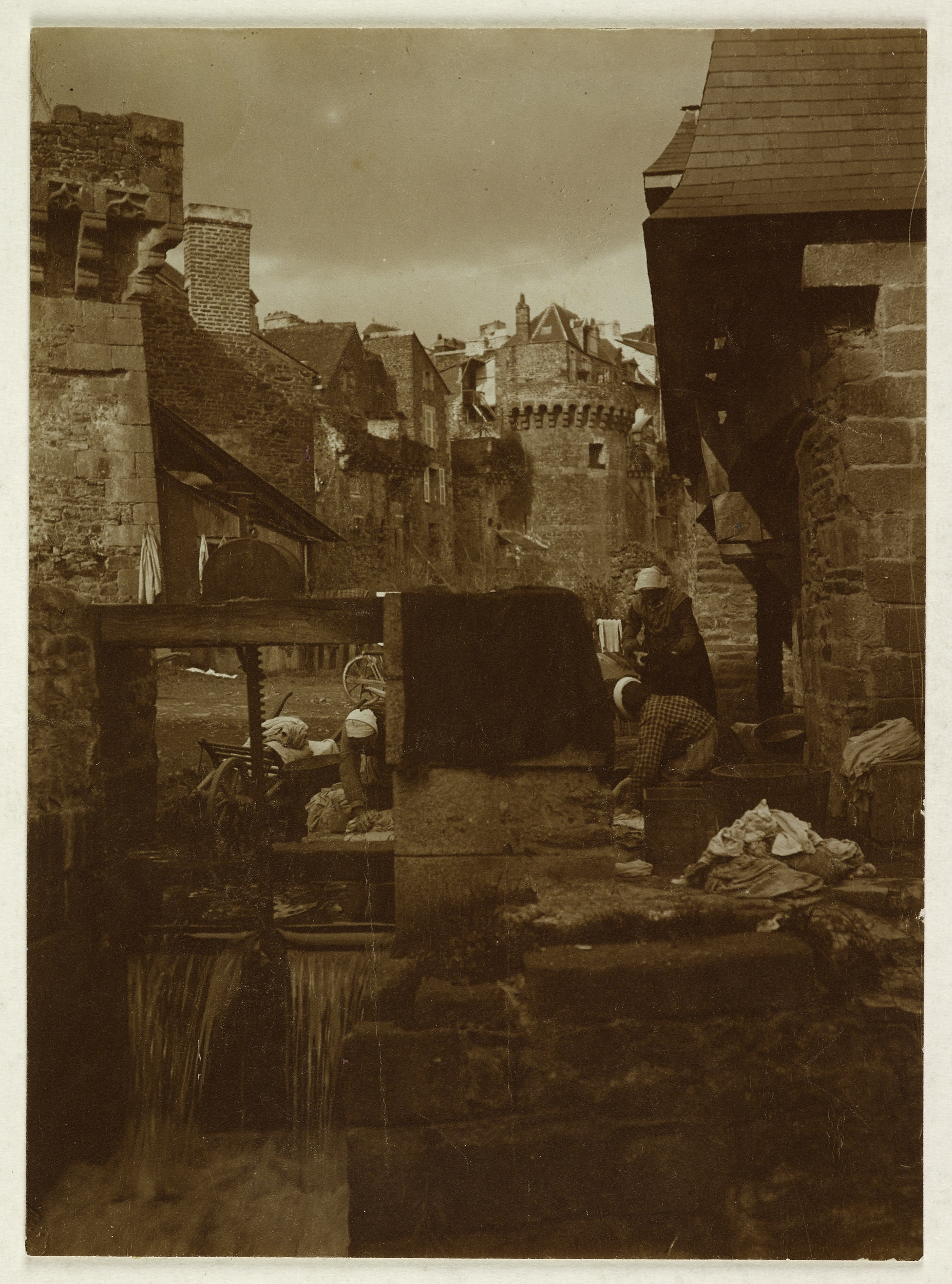
Fougères lavoir sous le château, photographie d'Albert Durand de la Béduaudière

Il intègre l’École des beaux-arts de Paris, et y rejoint Emmanuel de la Villéon, également natif de Fougères. Il est l'élève de Gustave Boulanger et de Jules Lefèbvre. Il devient sociétaire de la Société des artistes français en 1885. En 1888, il collabore à la "Revue Illustrée de Bretagne et d'Anjou" : il y publie 12 dessins. Il participe à l'Exposition universelle de 1889. Membre de la Société artistique de Bretagne, il organise des expositions à Rennes, notamment en 1891, et à Vannes en 1892.
Au décès de son père, en 1903, il revient à Fougères. Il fréquente les artistes bretons Louis Tiercelin et Théodore Botrel. Ses premières photographies datent de la fin du XIXe siècle. Ses thèmes de prédilection sont la ville de Fougères et ses alentours, les monuments et les saisons.

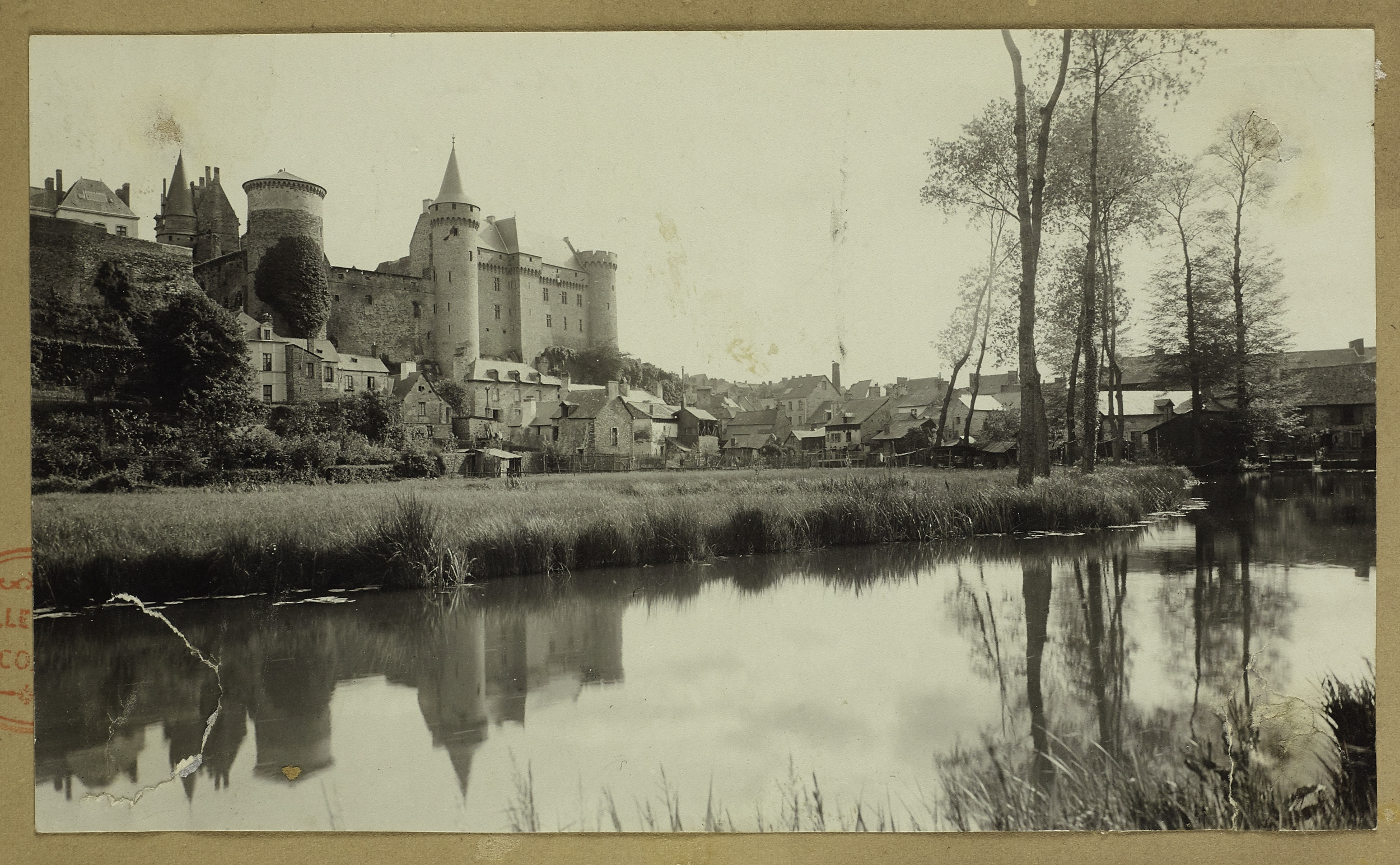
Vitré la basse ville, Albert Durand de la Béduaudière.
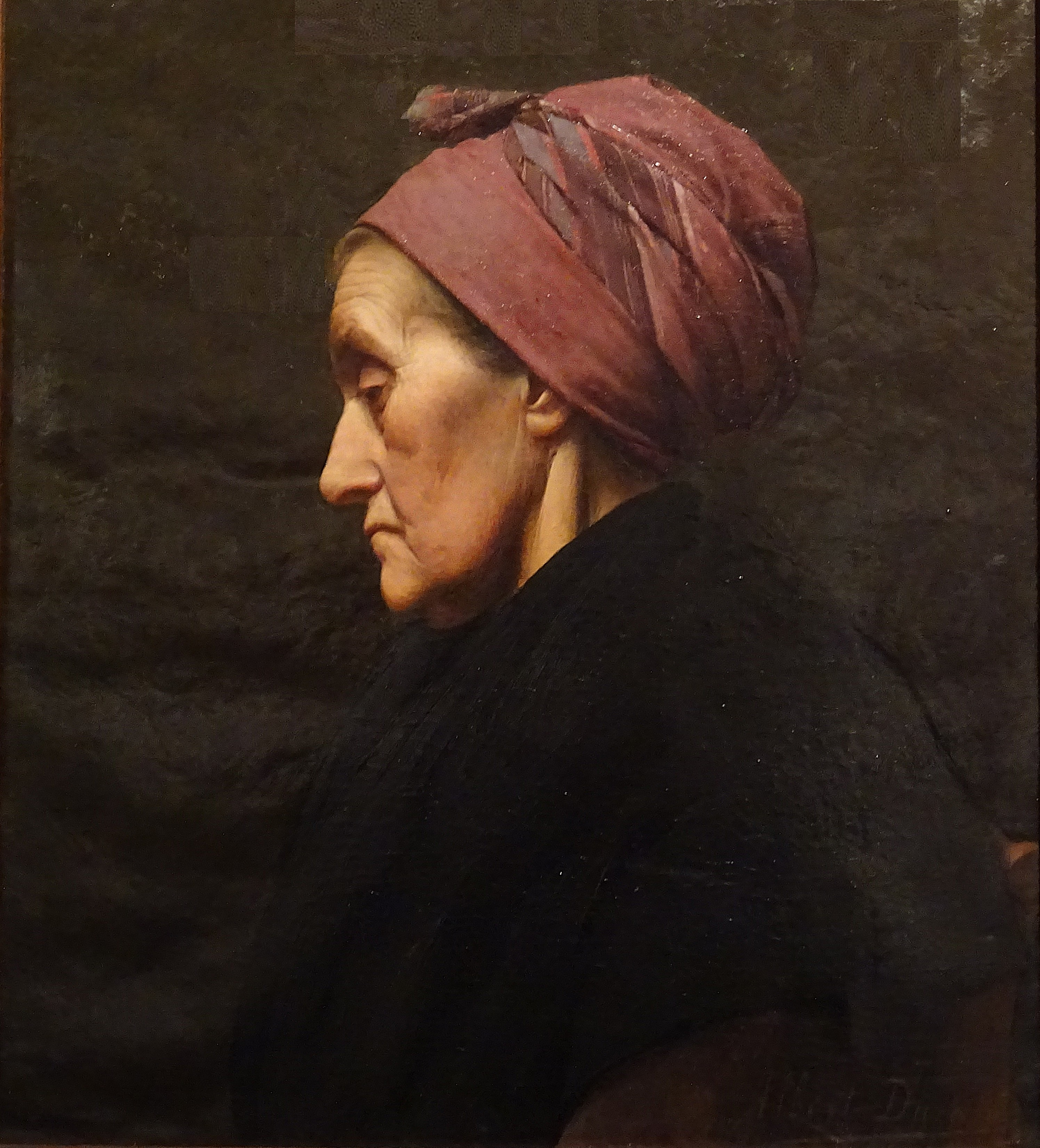
Albert Durand de la Beduaudière ː Tête de vieille (1889, huile sur toile, musée d'Art et d'Histoire de Saint-Brieuc).
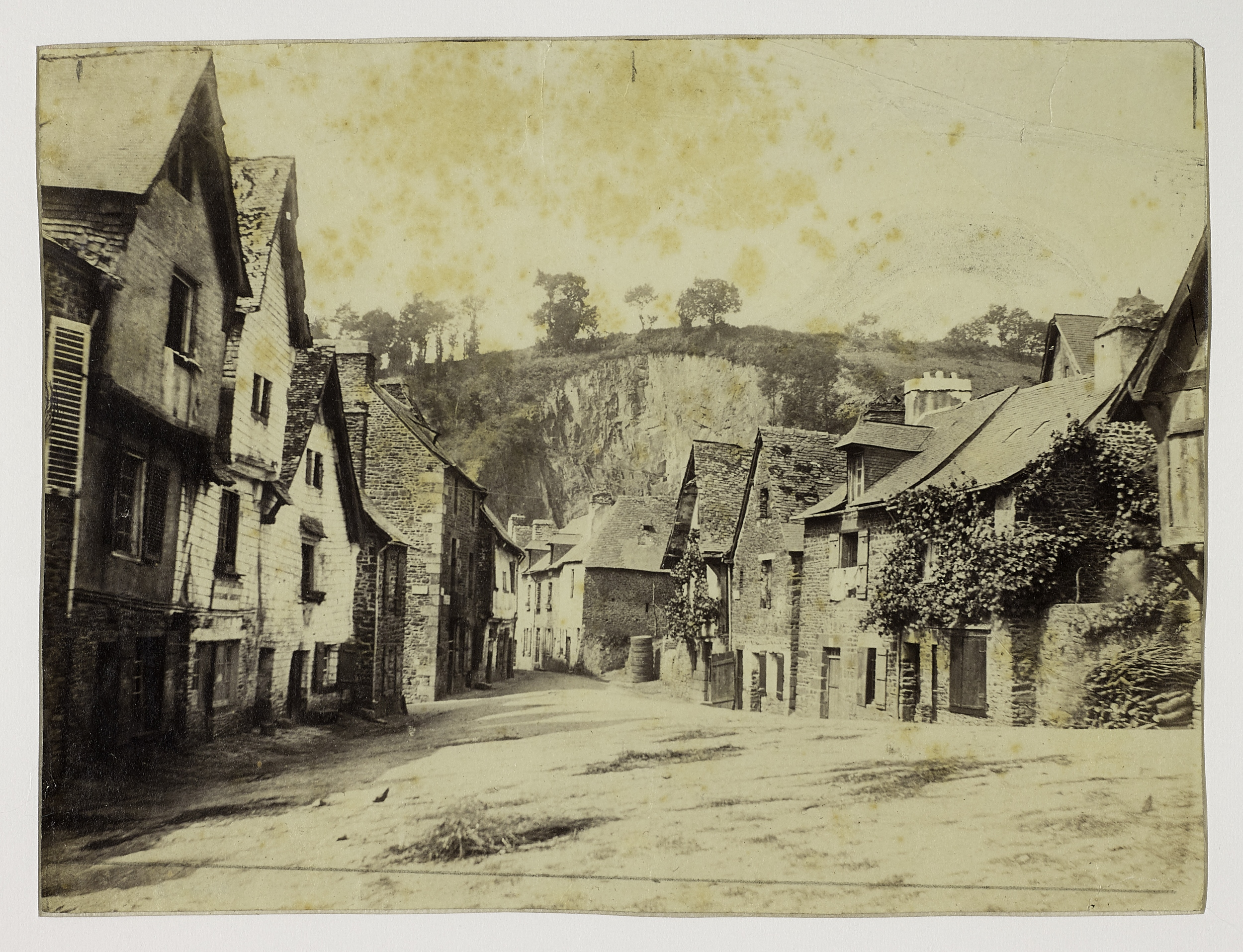
Fougères, place du marché, photographie d'Albert Durand de la Béduaudière.

Il fonde en 1913 le syndicat d'initiative de Fougères. Conservateur du musée de Fougères en 1929, il se consacre au développement touristique, culturel et patrimonial de la ville. Après une visite de la Société Archéologique d'Ille-et-Vilaine à Fougères en 1914, Albert Durand de la Béduaudière donne un lot de photographies de Fougères et autres au Musée de Bretagne.

## Distinctions
- Chevalier de la Légion d'honneur